# The Great Experiment (film 1915)
The Great Experiment è un cortometraggio muto del 1915 diretto da Tom Santschi.

## Produzione
Il film fu prodotto dalla Selig Polyscope Company.

## Distribuzione
Distribuito dalla General Film Company, il film - un cortometraggio in due bobine - uscì nelle sale cinematografiche statunitensi il 19 aprile 1915.